# لودر

تعديل مصدري - تعديل

لودر هي مدينة من مدن محافظة أبين اليمنية. بلغ تعداد سكانها 13461 نسمة حسب التعداد السكاني في اليمن لعام 2004.